# Milan Puzrla
Milan Puzrla (* 18. April 1946 in Veselí nad Moravou; † 24. Mai 2021 in Břeclav, Tschechien) war ein tschechoslowakischer Radrennfahrer.

## Karriere
Milan Puzrla vertrat 12 Jahre lang die Tschechoslowakei bei internationalen Rennen. Insgesamt wurde er 14-facher nationaler Meister. Bei den UCI-Straßen-Weltmeisterschaften 1970 gewann er im Mannschaftszeitfahren der Amateure die Silbermedaille. Zudem gewann er bei den UCI-Bahn-Weltmeisterschaften 1965 Bronze in der Mannschaftsverfolgung der Amateure.
Puzrla nahm an den Olympischen Sommerspielen 1968, 1972 und 1976 teil. 1968 in Mexiko-Stadt wurde er mit dem tschechoslowakischen Team in der Mannschaftsverfolgung Fünfter. Vier Jahre später in München reichte es für das Team der Tschechoslowakei nur für Rang 16 in der Mannschaftsverfolgung. 1976 in Montreal startete Puzrla im Mannschaftszeitfahren, wo er erneut mit dem tschechoslowakischen Team einen fünften Platz belegte. 1969 siegte er im Velká Cena Evropy, einem internationalen Turnier in der Einerverfolgung. Bei den SKDA-Meisterschaften im Radsport 1973 gewann er das Punktefahren und die Einerverfolgung. 1974 und 1975 gewann er den traditionsreichen Bahnradsportwettbewerb 500+1 Kolo in Brno.